# Mauna Kea Observatories

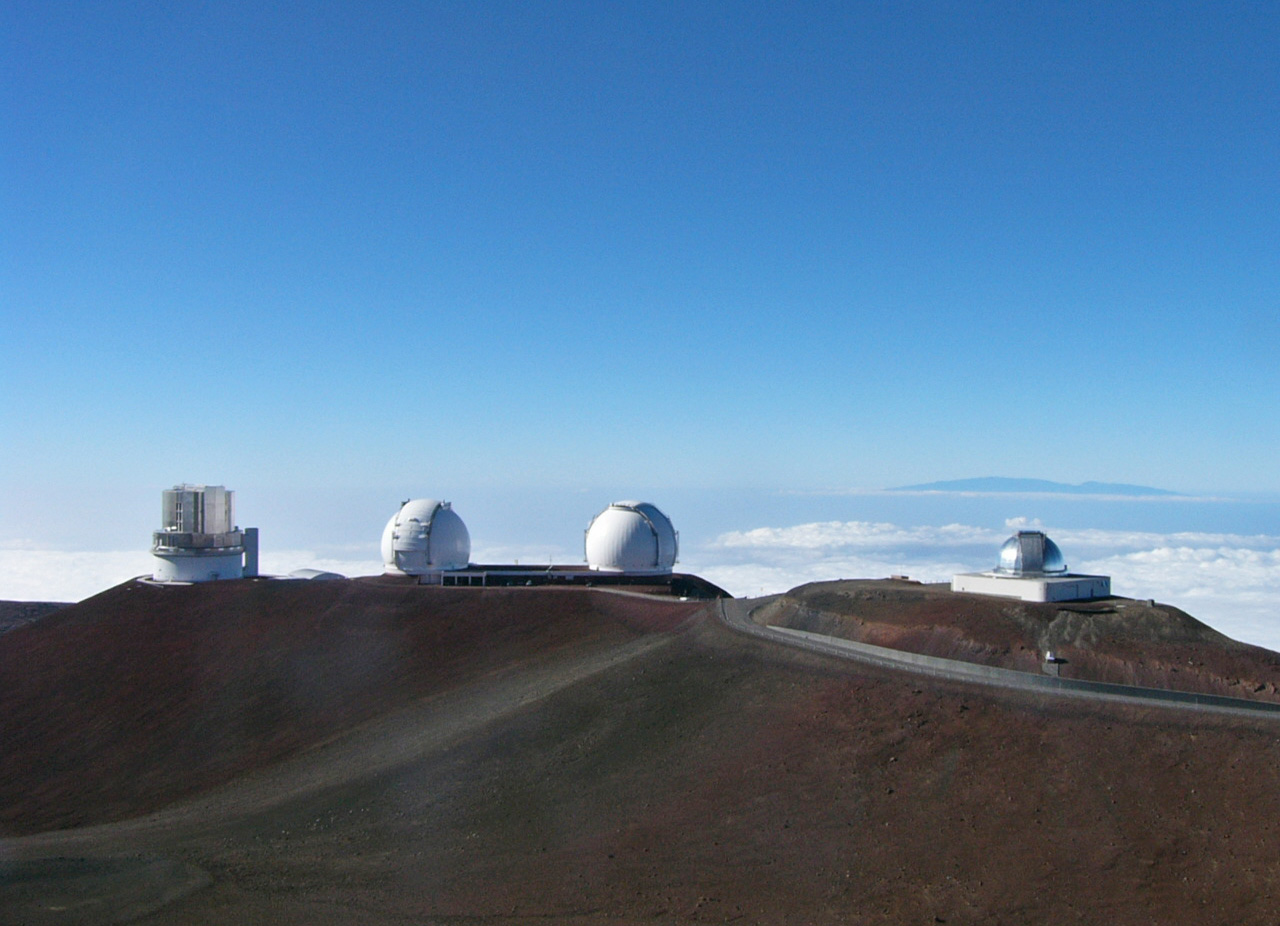
Pohled na část areálu MKO

Mauna Kea Observatories (MKO) je komplex zařízení pro astronomická pozorování, který se nachází na vrcholu havajské hory Mauna Kea. Areál, který spravuje Havajská univerzita, se rozkládá na ploše dvou čtverečních kilometrů.
Observatoř byla otevřena v roce 1967. Oblast má ideální podmínky pro sledování oblohy: nachází se nad inverzní vrstvou a má proto více než tři sta jasných nocí v roce. Je zde minimální světelné znečištění a podprůměrná vlhkost vzduchu. Nízká zeměpisná šířka navíc umožňuje pozorovat severní i jižní hvězdnou oblohu. Pracovníci jsou ubytováni v budovách Onizuka Center for International Astronomy, které slouží k aklimatizaci na horské podmínky.

## Dalekohledy a radioteleskopy
Součástí observatoře je dvanáct teleskopů: Keckovy dalekohledy (největší dvojice optických teleskopů na světě), dále radioteleskopy (jedna z deseti součástí systému Very Long Baseline Array a další teleskopy jako Caltech Submillimeter Observatory, Canada France Hawai'i Telescope, Gemini North Telescope, Infrared Telescope Facility, James Maxwell Telescope, Subaru Telescope, Sub-Millimeter Array, United Kingdom Infrared Telescope a dva dalekohledy patřící Havajské univerzitě o průměru 220 cm, resp. 91 cm.
Plánuje se výstavba Třicetimetrového dalekohledu (průměrem primárního zrcadla 30 m), který měl být uveden do provozu v roce 2018, pozdější plány z roku 2013 však posunuly tento okamžik na rok 2023. Protesty domorodých obyvatel však způsobily pozdržení výstavby a proto o umístění Třicetimetrového dalekohledu nebylo (koncem roku 2017) definitivně rozhodnuto. Roku 2023 přinesl český server Náboženský infoservis zprávu o dění a dialogu vědecké obce a původních obyvatel, kteří mají vrcholek hory za posvátný. Podle tohoto zdroje by rovněž pronájem tohoto území měl skončit v roce 2033.